# Emmanuelle Devos
Pour les articles homonymes, voir Devos.
Emmanuelle Devos  est une actrice française née le 10 mai 1964 à Puteaux. Au cours de sa carrière, elle a été récompensée par deux César : le César de la meilleure actrice lors de l'édition 2002 pour son rôle dans Sur mes lèvres et le César de la meilleure actrice dans un second rôle en 2010 pour son rôle dans À l'origine, ainsi que par le Molière de la comédienne dans un spectacle de théâtre public pour Platonov en 2015.

## Biographie

### Enfance et formation
Emmanuelle Devos est la fille de Marie Henriau, actrice, et de Jean-Michel Devos, réalisateur de films pour le Centre national de documentation pédagogique travaillant également dans le milieu théâtral. Elle est la sœur de Valentine Sentier-Devos (1963-1995). Elle grandit à Paris et suit ses parents dès son plus jeune âge sur les plateaux de cinéma et dans les coulisses des théâtres. Très impressionnée par Jeanne Moreau sur le tournage de son film Lumière en 1976, elle décide de s'orienter vers une carrière d'actrice et interrompt sa scolarité en classe de première pour se consacrer au théâtre. Elle suit une formation en danse et en cirque, et fréquente le cours Florent, dans la classe de Francis Huster qui lui confie un petit rôle dans On a volé Charlie Spencer en 1986. Tout en travaillant en tant qu'ouvreuse, elle participe à des ateliers d'acteurs de la Fémis. Elle y rencontre Noémie Lvovsky qui lui fait tourner son premier court-métrage, et surtout Arnaud Desplechin qui l'engage dans son premier film, La Vie des morts, en 1991. Desplechin devient son cinéaste fétiche, accompagnant dès lors l'ensemble de sa carrière.

### Carrière cinématographique
La consécration arrive avec le film de Jacques Audiard, Sur mes lèvres, dans lequel elle interprète une secrétaire atteinte de surdité et qui aide un petit malfrat, interprété par Vincent Cassel, à dérober une importante somme d'argent. Pour ce rôle, elle gagne le César de la meilleure actrice en 2002, soufflant la récompense à la favorite Audrey Tautou, nommée pour Le Fabuleux Destin d'Amélie Poulain.
À l'origine de Xavier Giannoli, où elle incarne une maire du Nord de la France qui s'éprend d'un escroc incarné par François Cluzet, lui vaut un nouveau César en 2010 : celui du meilleur second rôle.
Emmanuelle Devos a été à de nombreuses reprises membre de jurys de festival : en 2006 lors du 59e Festival de Locarno ; en octobre 2011 au Festival du film britannique de Dinard ; en mai 2012 lors du 65e Festival de Cannes, présidé par Nanni Moretti ; en septembre 2017 au 43e Festival du cinéma américain de Deauville présidé par Michel Hazanavicius.

### Vie privée
Emmanuelle Devos a été l'épouse de Gilles Cohen avec qui elle a eu deux enfants qui ont « une double culture, juive et chrétienne ». Depuis 2006, elle vit avec l'acteur Jean-Pierre Lorit.
Depuis 2006, elle vit avec l'acteur Jean-Pierre Lorit.

## Filmographie

### Cinéma

#### Années 1980
- 1986 : On a volé Charlie Spencer de Francis Huster : la femme aux seins nus

#### Années 1990
- 1992 : La Sentinelle d'Arnaud Desplechin : Claude
- 1993 : Les Patriotes d'Éric Rochant : Rachel
- 1994 : Oublie-moi de Noémie Lvovsky : Christelle
- 1994 : Consentement mutuel de Bernard Stora : Judith
- 1995 : Anna Oz d'Éric Rochant : Corinne
- 1996 : Comment je me suis disputé… (ma vie sexuelle) d'Arnaud Desplechin : Esther
- 1997 : Le Déménagement d'Olivier Doran : Tina
- 1997 : Artemisia d'Agnès Merlet : Costanza
- 1999 : Peut-être de Cédric Klapisch : Juliette
- 1999 : La vie ne me fait pas peur de Noémie Lvovsky : la prof de philo
- 1999 : La Tentation de l'innocence, moyen métrage de Fabienne Godet

#### Années 2000
- 2000 : Aïe de Sophie Fillières : Claire
- 2000 : Cours toujours de Dante Desarthe : Sophie
- 2000 : Vive nous ! de Camille de Casabianca : Clara
- 2000 : Esther Kahn de Arnaud Desplechin : Sylvia
- 2001 : Sur mes lèvres de Jacques Audiard : Carla
- 2001 : L'Adversaire de Nicole Garcia : Marianne
- 2002 : Au plus près du paradis de Tonie Marshall : une femme
- 2003 : Il est plus facile pour un chameau... de Valeria Bruni Tedeschi : La femme de Philippe
- 2003 : La Femme de Gilles de Frédéric Fonteyne : Élise
- 2003 : Rencontre avec le dragon d'Hélène Angel : Gisela von Bingen
- 2003 : Petites Coupures de Pascal Bonitzer : Gaëlle
- 2004 : Bienvenue en Suisse de Léa Fazer : Sophie
- 2004 : Rois et Reine d'Arnaud Desplechin : Nora Cotterelle
- 2005 : De battre mon cœur s'est arrêté de Jacques Audiard : Chris
- 2005 : Gentille de Sophie Fillières : Fontaine Leglou
- 2005 : La Moustache d'Emmanuel Carrère : Agnès Thiriez
- 2007 : J'attends quelqu'un de Jérôme Bonnell : Agnès
- 2007 : Ceux qui restent d'Anne Le Ny : Lorraine Grégeois
- 2007 : Deux Vies plus une de Idit Cebula : Éliane Weiss
- 2008 : Un conte de Noël d'Arnaud Desplechin : Faunia
- 2008 : Non-dit (Unspoken) de Fien Troch : Grace
- 2008 : Le Bal des actrices de Maïwenn : elle-même (coupée au montage)
- 2009 : Plus tard tu comprendras d'Amos Gitaï : Françoise
- 2009 : Coco avant Chanel de Anne Fontaine : Émilienne d'Alençon
- 2009 : Les Herbes folles d'Alain Resnais : Josépha
- 2009 : Les Beaux Gosses de Riad Sattouf : la directrice
- 2009 : Bancs publics (Versailles Rive-Droite) de Bruno Podalydès : la mère d'Arthur
- 2009 : À l'origine de Xavier Giannoli : Stéphane, la maire de la commune

#### Années 2010
- 2010 : Complices de Frédéric Mermoud : Inspecteur Karine Mangin
- 2011 : La Permission de minuit de Delphine Gleize : Carlotta
- 2011 : Pourquoi tu pleures ? de Katia Lewkowicz : Cécile
- 2012 : Le Fils de l'autre de Lorraine Lévy : Ourith Silberg
- 2012 : Rue Mandar d'Idit Cebula : Rosemonde
- 2013 : Le Temps de l'aventure de Jérôme Bonnell : Alix
- 2013 : La Vie domestique de Isabelle Czajka : Juliette
- 2013 : Violette de Martin Provost : Violette Leduc
- 2013 : Jacky au royaume des filles de Riad Sattouf : la speakerine
- 2014 : Arrête ou je continue de Sophie Fillières : Pomme
- 2014 : On a failli être amies d'Anne Le Ny : Carole Drissi
- 2016 : Frank & Lola de Matthew Ross : Claire, épouse d'Alan
- 2016 : Moka de Frédéric Mermoud : Diane Kramer
- 2016 : Fais de beaux rêves (Fai bei sogni) de Marco Bellocchio : La mère du camarade de Massimo
- 2017 : Numéro une de Tonie Marshall : Emmanuelle Blachey
- 2017 : Où je n'ai jamais habité (Dove non ho mai abitato) de Paolo Franchi : Franscesca
- 2018 : Amin de Philippe Faucon : Gabrielle
- 2019 : Mes jours de gloire d'Antoine de Bary : Nathalie Palatine

#### Années 2020
- 2020 : Les Parfums de Grégory Magne : Anne Walberg
- 2021 : Tromperie d'Arnaud Desplechin : Rosalie
- 2021 : Vous ne désirez que moi de Claire Simon : la journaliste
- 2021 : On est fait pour s'entendre de Pascal Elbé : Jeanne
- 2022 : Mascarade de Nicolas Bedos : Carole
- 2023 : Noël joyeux de Clément Michel : Béatrice
- 2023 : L'Homme d'argile d'Anaïs Tellenne : Garance Chaptel
- 2023 : Un silence de Joachim Lafosse : Astrid
- 2024 : Boléro d'Anne Fontaine : Marguerite Long
- 2024 : Pourquoi tu souris ? de Chad Chenouga et Christine Paillard  : Marina
- 2024 : Le Choix de Gilles Bourdos : Catherine
- 2024 : Un ours dans le Jura de Franck Dubosc : Sabine

#### Courts et moyens métrages
- 1987 : La Pension de Marc Cadeux
- 1989 : Dis-moi oui, dis-moi non de Noémie Lvovsky
- 1990 : Embrasse-moi de Noémie Lvovsky
- 1991 : La Vie des morts d'Arnaud Desplechin : Laurence O'Madden Burke
- 1993 : Sauve-toi de Jean-Marc Fabre : une pharmacienne
- 1994 : À Clara de Diane Pierens
- 1998 : La Tentation de l'innocence de Fabienne Godet : Raphaëlle
- 1998 : À table ! d'Idit Cebula
- 1999 : Roule ma poule de Caroline Vignal : France
- 2000 : Les Cendres du paradis de Dominique Crèvecœur : Ariane
- 2002 : Varsovie-Paris d'Idit Cebula
- 2002 : Timing de Pascal Elbé
- 2006 : Le Créneau de Frédéric Mermoud : Camille
- 2013 : Remakes de l'Institut Lumière de Quentin Tarantino : elle-même
- 2015 : La Mère à boire de Laurence Côte

### Télévision

#### Séries télévisées
- 1994 : Les Cinq Dernières Minutes, épisode Saisie noire d'Alain Wermus : Marie
- 1994 : Regards d'enfance, épisode 3 Le Garçon qui ne dormait pas de Michaël Perrotta : Yolande
- 2001 : Vertiges , épisode Phobies d'Arnaud Sélignac : docteur Claire Maréchal
- 2022 : Les Hautes Herbes (mini-série) de Jérôme Bonnell : Ève Merrieu
- 2023 : BRI de Jérémie Guez : commissaire Ferracci

#### Téléfilms
- 1994 : Les Enfants du faubourg de Louis Grospierre : Élodie
- 1996 : Échappée belle de Jérôme Enrico : Céline
- 1996 : Tendre piège de Serge Moati : Marianne
- 1997 : La vérité est un vilain défaut de Jean-Paul Salomé : Marie
- 1998 : Un mois de réflexion de Serge Moati : Marianne
- 1998 : Les Grands Enfants de Denys Granier-Deferre : Constance
- 1999 : La Finale de Patricia Mazuy : Marie-France
- 2000 : Tontaine et Tonton de Tonie Marshall : Justine
- 2001 : Le Temps perdu de Frédéric Roullier Gall : Anna
- 2011 : Quand l'amour s'emmêle de Claire de La Rochefoucauld : Sophie Lavergne
- 2014 : La Loi, le combat d'une femme pour toutes les femmes de Christian Faure : Simone Veil
- 2021 : Basse Saison de Laurent Herbiet : Carole

## Théâtre

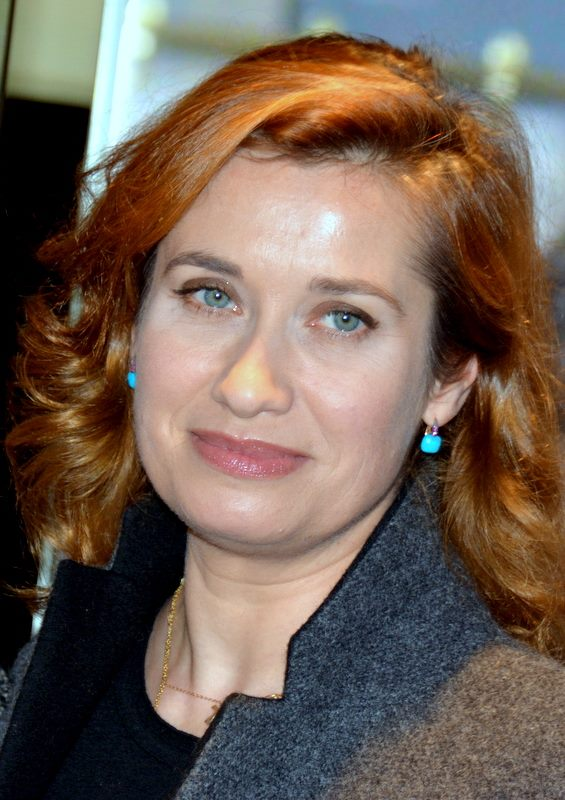
Emmanuelle Devos en 2013 à une avant-première de Violette.

- 1984 : Méphisto d'Ariane Mnouchkine, d'après Klaus Mann, mise en scène Jean-Pierre Garnier, Festival Off d'Avignon
- 1985 : Le Cid de Corneille, mise en scène Francis Huster, théâtre Renaud-Barrault
- 1987 : Iphigénie de Racine, mise en scène Silvia Monfort, Carré Silvia Monfort
- 1995 : Anatole (de) d'après Arthur Schnitzler, traduction Cahors, adaptation Louis-Do de Lencquesaing et Cahors, Mise en scène Louis-Do de Lencquesaing, théâtre de la Bastille, théâtre de Nice
- 1997 : Amoureuse de Georges de Porto-Riche, mise en scène Gilles Cohen, Studio des Champs-Élysées
- 1999 : Biographie : un jeu de Max Frisch, mise en scène Frédéric Bélier-Garcia, Théâtre de Nice, théâtre de la Commune
- 2000 : Biographie : un jeu de Max Frisch, mise en scène Frédéric Bélier-Garcia, La Criée
- 2003 : Vingt-quatre mètres cubes de silence de Geneviève Serreau, mise en scène Gilles Cohen, théâtre du Rond-Point
- 2005 : Créanciers d'August Strindberg, mise en scène Hélène Vincent, théâtre de l'Atelier
- 2008 : Tailleur pour dames de Georges Feydeau, mise en scène Bernard Murat, théâtre Édouard-VII (diffusion en direct sur France 2)
- 2009 : Angelo, tyran de Padoue de Victor Hugo, mise en scène Christophe Honoré, Festival d'Avignon
- 2011 : Le Problème de François Bégaudeau, mise en scène Arnaud Meunier, théâtre du Rond-Point, théâtre Marigny
- 2014 : La Porte à côté de Fabrice Roger-Lacan, mise en scène Bernard Murat, théâtre Édouard-VII
- 2014 - 2015 : Platonov d'Anton Tchekhov, mise en scène collectif « Les Possédées » théâtre des Célestins, La Criée, tournée
- 2017 : Bella Figura de et mise en scène Yasmina Reza, Théâtre Liberté, TNP et La Criée
- 2018 : Quelque part dans cette vie d'Israël Horovitz, mise en scène Bernard Murat, théâtre Édouard-VII
- 2020 : L'Heure bleue de, et mis en scène par David Clavel, Centquatre-Paris

## Distinctions

### Récompenses
- César 2002 : César de la meilleure actrice pour Sur mes lèvres
- Étoiles d'or de la presse du cinéma français 2005 : Étoile d'or du premier rôle féminin pour Rois et Reine
- Lumières 2005 : Lumière de la meilleure actrice pour Rois et Reine
- César 2010 : César de la meilleure actrice dans un second rôle pour À l'origine
- Molières 2015 : Molière de la comédienne dans un spectacle de théâtre public pour Platonov
- Prix du Syndicat de la critique 2015 : prix de la meilleure comédienne du Syndicat de la critique pour Platonov

### Nominations
- César 1997 : César du meilleur espoir féminin pour Comment je me suis disputé… (ma vie sexuelle)
- César 2003 : César de la meilleure actrice dans un second rôle pour L'Adversaire
- César 2005 : César de la meilleure actrice pour  Rois et Reine
- Molières 2006 : Molière de la comédienne pour Créanciers
- Globe de cristal 2014 : Meilleure Actrice pour Violette
- Molières 2014 : Molière de la comédienne dans un spectacle de théâtre privé pour La Porte à côté
- César 2018 : César de la meilleure actrice pour Numéro une